# Signori di Chantilly
La signoria di Chantilly comprendeva il castello locale, la città ed il dominio da essi dipendente. Diverse famiglie si avvicendarono alla guida della signoria.

## Bouteillers de Senlis

Stemma dei Bouteiller de Senlis

- Gui IV « Le Bouteiller » de Senlis (m. circa 1221-1223), fondatore della signoria di Chantilly[1], creato cavaliere nel 1181, bottigliere (bouteiller) di Francia nel 1186, crociato nel 1190 e nel 1219. Sposò Elisabeth de Trie dopo il 1187
- Gui V « Le Bouteiller » de Senlis (c. 1185 - 1232)
- Gui VI « Le Bouteiller » de Senlis (m. nel 1249 durante l'assedio di Damietta), senza discendenti
- Guillaume II « Le Bouteiller » de Senlis (Guillaume I de Chantilly), zio del precedente (m. nel 1249, prigioniero in Egitto)
- Jean I « Le Bouteiller » de Senlis, m. nel 1286
- Guillaume III « Le Bouteiller » de Senlis, m. circa 1340
- Guillaume IV «Le Bouteiller» de Senlis, m. 1360[2], senza eredi. Sposò Jeanne de Meudon[3]

Quest'ultimo lasciò il 2 marzo 1347 il proprio castello al duca di Normandia (il futuro Giovanni II il Buono di Francia) ricevendone in compenso 3000 livres. Dal mese di maggio 1347, il duca di Normandia trasferì il castello di Chantilly a Giovanni I di Clermont, cognato del precedente signore, ma si riservò il diritto di caccia su quelle terre. L'atto venne rettificato nel maggio del 1353. 

Stemma di Jean de Clermont

- Giovanni di Clermont, ciambellano di Giovanni II e maresciallo di Francia, morto nella Battaglia di Poitiers (1356)
- Giovanni II di Clermont (m. circa 1400)[5]

Il castello venne messo a ferro e fuoco durante la Jacquerie del 1358.
I Les Bouteiller recuperarono la signoria di Chantilly e Guillaume IV la passò poi a suo cugino germano, Jacques Herpin, signore d'Erquery nell'aprile del 1360, qualche tempo prima della sua morte. Quest'ultimo passò per testamento del 13 agosto 1361 la signoria di Chantilly (con quella di Moussy-le-Neuf) a suo cugino Jean de Laval, signore d'Attichy. Alla morte di questi, la signoria passò a Guy de Laval, signore d'Attichy nel 1386, che a sua volta la rivendette a Pierre d'Orgemont in quello stesso anno.

## Orgemont (1386-1484)

Stemma di Pierre d'Orgemont

- Pierre d'Orgemont (1315? – 1389), cancelliere di Francia, acquistò la signoria dai Bouteiller il 26 maggio 1386. Fece ricostruire il castello dal 1394.
- Amaury d'Orgemont (c. 1345-1400), figlio cadetto del precedente, cancelliere del duca d'Orléans, maître des comptes et des requêtes dell'hotel del re Carlo VI di Francia
- Pierre II (ovverosia Jean) d'Orgemont (1375 - morto nella Battaglia di Azincourt nel 1415)
- Pierre III d'Orgemont (c. 1405 ? - 1492) senza discendenza. Legò la signoria di Chantilly nel 1484 a suo nipote[7].

## Montmorency (1484-1632)

Stemma dei Montmorency a partire dal XIII secolo

- Guillaume de Montmorency (c. 1453 - 1531), nipote del precedente, général des finances;
- Anne de Montmorency (1493-1567), creato Duca di Montmorency, connestabile di Francia, nato a Chantilly;
- François de Montmorency (1530-1579) ;
- Enrico I di Montmorency (1534-1613), fratello del precedente, nato a Chantilly;
- Enrico II di Montmorency (1595-1632) ;

Con la decapitazione di Enrico II di Montmorency a Tolosa, le sue terre passarono alle sue sorelle. Chantilly tornò a Carlotta Margherita di Montmorency, moglie di Enrico II di Borbone-Condé.

## Borbone-Condé (1632-1830)

Stemma dei principi di Borbone-Condé dal 1588

- Enrico II di Borbone-Condé (1588-1646) ;
- Luigi II di Borbone-Condé (1621-1686), detto Grand Condé;
- Enrico III Giulio di Borbone-Condé (1643-1709) ;
- Luigi III di Borbone-Condé (1668-1689) ;
- Luigi IV Enrico di Borbone-Condé (1692-1740), capo del consiglio della Reggenza di Francia per Luigi XV (1715-1723) ;
- Luigi V Giuseppe di Borbone-Condé (1736-1818) ;
- Luigi VI Enrico di Borbone-Condé (1756-1830), senza discendenza. Lego i suoi beni ed i suoi titoli a suo nipote e figlioccio.

## Orléans (1830-1897)

Stemma della casata d'Orléans

- Enrico d'Orléans (1822), figlio di Luigi Filippo di Francia, nipote e figlioccio del precedente. Legò tutti i propri possedimenti all'Institut de France